# Raffaele Farina
Raffaele Farina, S.D.B. (Buonalbergo, 24 de setembro de 1933) é um cardeal italiano, arquivista emérito dos Arquivos Secretos do Vaticano e bibliotecário emérito da Biblioteca Vaticana.
Entre 1977 e 1983 e depois entre 1991 e 1997, foi o Magnífico Reitor da Pontifícia Universidade Salesiana de Roma.
Foi nomeado cardeal pelo Papa Bento XVI no Consistório Ordinário Público de 2007, no dia 24 de novembro, sendo-lhe imposto o barrete cardinalício no mesmo dia, com o titulus de cardeal-diácono de São João da Pinha. Resignou-se de seus cargos na Cúria em 9 de junho de 2012.